# Bukrevben

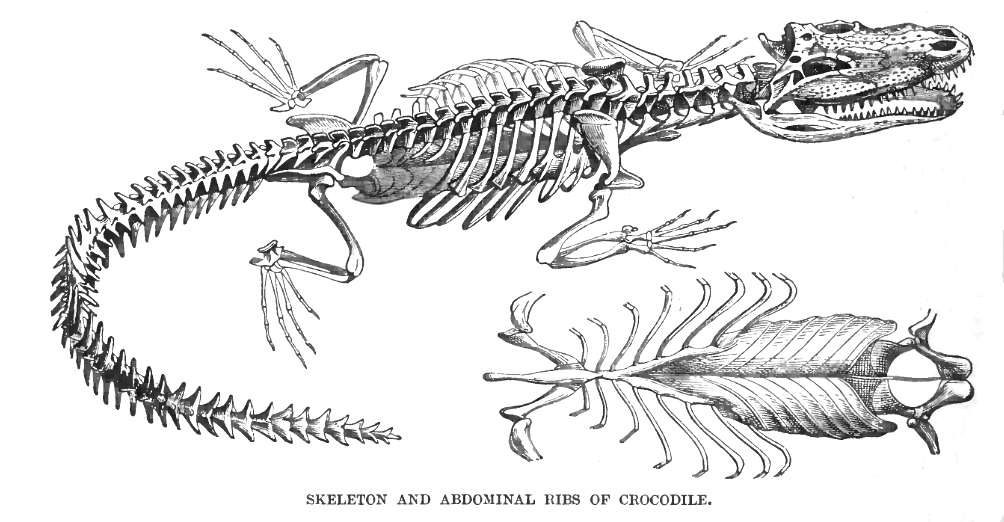
Skelett och bukrevben hos krokodil.

Bukrevben, alternativt abdominalsternum eller parasternum är, inom zoologi och paleontologi, revbensliknande benstycken som ligger i bukhålans undre vägg mellan bröstben och bäcken. Hos nu levande djur anträffas ett abdominalsternum blott hos krokodildjuren och hos Sphenodon. De förekommer förutom hos flera utdöda kräldjursgrupper även hos de utdöda Stegocephali (en amfibie) och hos urfågeln Archæopteryx. Även en del av bukskölden hos sköldpaddorna uppfattas ibland som en med abdominalsternum likvärdig skelettdel.